# Antarctosaurus
L'antarctosauro (gen. Antarctosaurus) era un gigantesco dinosauro erbivoro vissuto nel Cretaceo superiore (Campaniano - Maastrichtiano), i cui resti sono stati rinvenuti in Sudamerica. Al contrario di come può sembrare il nome non indica che è stato rinvenuto in Antartide, ma deriva dai termini greci "anti" e "arktos" col significato di "opposto del nord", poiché proveniente dall'Argentina.

## I giganti del Sudamerica

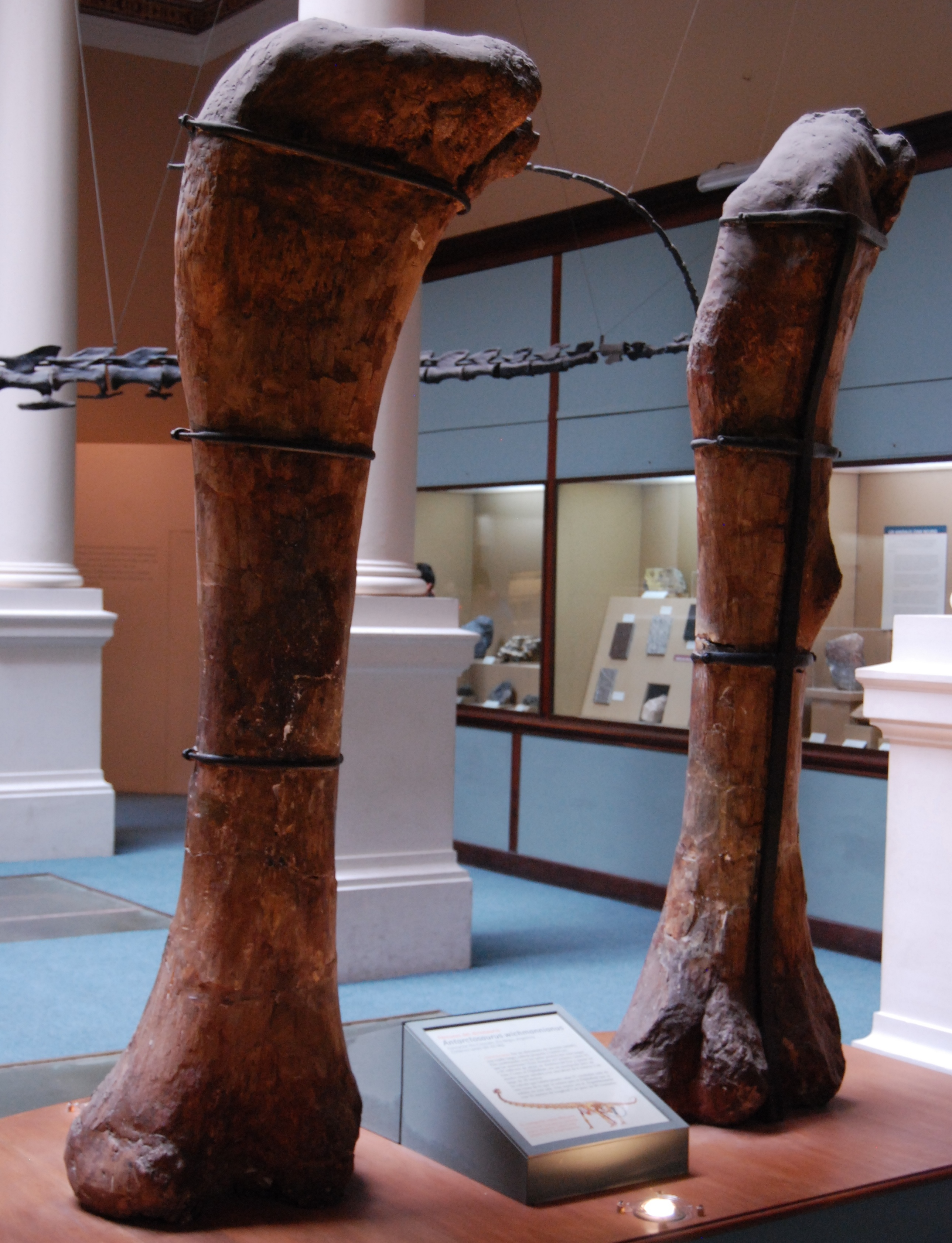
Femori di Antarctosaurus wichmannianus

Menzionati per la prima volta nel 1916, i resti di questo enorme animale furono descritti solo nel 1929 da Friedrich von Huene. Il paleontologo tedesco descrisse e illustrò due specie, basate su una quantità di ossa delle zampe di notevoli dimensioni rinvenute in Argentina, e le classificò nell'ambito dei sauropodi titanosauri. La specie tipo, Antarctosaurus wichmannianus, è conosciuta in modo imperfetto attraverso vari resti di zampe che fanno supporre una lunghezza dell'intero animale di circa 18-20 metri. Il corpo doveva essere piuttosto robusto, forse più massiccio di quello di un altro gigante che viveva negli stessi luoghi, il Laplatasaurus, ma non così massiccio come quello dell'Argyrosaurus, altro sauropode gigante dell'Argentina.
Von Huene descrisse anche un'altra specie, Antarctosaurus giganteus, basata su ossa isolate, la cui taglia doveva essere davvero gigantesca: basti pensare che il solo femore misurava 2,30 metri. Si pensa che questo animale possa essere stato uno dei più grandi mai vissuti sulla terraferma, ma i resti fossili sono talmente scarsi da non permettere una ricostruzione valida e le stime sulle sue dimensioni sono solo ipotetiche. Estrapolando dalla misura delle ossa rinvenute si è stimato che potesse pesare circa 70 e forse fino a 90-100 tonnellate.

## Un cranio misterioso
Tra i resti descritti da von Huene figurano anche parti di uno strano cranio, che il paleontologo ricostruì come alto posteriormente e insolitamente sottile nella parte anteriore. Il cranio, basato a dire il vero su resti fossili frammentari, era dotato di sottili denti a piolo nella parte anteriore della mascella, in un modo molto simile a quello dei ben noti diplodocidi come Apatosaurus (= Brontosaurus) e Diplodocus. Questa interpretazione portò alla convinzione che i titanosauri rappresentassero una famiglia di sauropodi sopravvissuti, affini ai diplodocidi del Giurassico americano. Successive scoperte hanno invece determinato che i titanosauri erano un gruppo di sauropodi più affini ai camarasauridi, nel gruppo dei macronari. Nuovi resti di crani più completi (ad es. Rapetosaurus) hanno comunque dimostrato che la ricostruzione di Huene non era del tutto errata.

## Altre specie?
In passato sono state ascritte altre specie al genere Antarctosaurus, ma spesso sono basate su fossili di dubbia identità: A. brasiliensis, proveniente dal Brasile, potrebbe comunque appartenere a questo genere mentre A. septentrionalis dell'India è stato ridescritto come Jainosaurus septentrionalis. La specie A. jaxarticus dell'Asia centrale, invece, è considerata un nomen dubium.